# Enicognathus
Enicognathus – rodzaj ptaków z podrodziny papug neotropikalnych (Arinae) w rodzinie papugowatych (Psittacidae).

## Zasięg występowania
Rodzaj obejmuje gatunki występujące w Ameryce Południowej.

## Morfologia
Długość ciała 28–40 cm.

## Systematyka

### Etymologia
- Leptorynchus: gr. λεπτος leptos „delikatny, smukły”; ῥυγχος rhunkhos „dziób”[8]. Gatunek typowy: Psittacara leptorhyncha P.P. King, 1831; młodszy homonim Leptorynchus Boisduval, 1835 (Coleoptera).
- Enicognathus: gr. ἑνικος henikos „pojedynczy”; γναθος gnathos „żuchwa”[8]. Nowa nazwa dla Leptorynchus Swainson, 1837.
- Stylorhynchus: gr. στυλος stulos „rysik”; ῥυγχος rhunkhos „dziób”[8]. Gatunek typowy: Psittacara leptorhyncha P.P. King, 1831.
- Hylorynchus: gr. ὑλη hulē „dużo”; ῥυγχος rhunkhos „dziób”[8]. Gatunek typowy: Psittacara leptorhyncha P.P. King, 1831.
- Microsittace: gr. μικρος mikros „mały”; σιττακη sittakē „papuga”[8]. Gatunek typowy: Psittacus smaragdinus J.F. Gmelin, 1788 (= Psittacus ferrugineus Statius Müller, 1776).

### Podział systematyczny
Do rodzaju należą następujące gatunki:
- Enicognathus ferrugineus (Statius Müller, 1776) – krasnogonka krótkodzioba
- Enicognathus leptorhynchus P.P. King, 1831 – krasnogonka długodzioba